# Связи с общественностью в религии мормонов

## PR в Церкви Иисуса Христа Святых последних дней

### Необходимость PR для религиозных организаций
Религиозные организации нуждаются в PR-взаимодействии с обществом для предупреждения как межрелигиозного напряжения и непонимания, так и для установления между религиозной организацией и обществом коммуникационных связей. Основными способами преодоления непонимания являются образовательные и культурные программы, информирование о происходящем в конфессиональном сообществе.
Не являются исключением и мормоны, для которых PR — средство привлечения новых сторонников в свои ряды. Неслучайно религию мормонов считают в мире одной из наиболее быстрорастущих. За последние 30 лет число мормонов увеличилось на 60 % — в то время, как все религии, кроме баптистов, сократились по численности их приверженцев. Свои результаты даёт PR: люди стали благосклоннее относится к мормонам по сравнению с тем, как их буквально избегали несколько десятков лет тому назад. PR-отделом Церкви проведена большая работа по борьбе с нечистоплотными мифами о мормонах.

### Использование СМИ для PR
Использовать СМИ для распространения информации о своей религии и церкви мормоны начали с формирования в 1934 году Комитета миссионерской литературы, работающего публично на радио. Возглавили организацию Стивен Л. Ричардс, член Кворума Двенадцать и Гордон Б. Хинкли как исполнительный секретарь и единственный сотрудник в начале деятельности. На протяжении 1930-х годов Комитетом были разработаны диафильмы для церковных миссионеров и пропаганды церковных идей.

### Специализированные PR-службы Церкви Иисуса Христа Святых последних дней
В 1957 году была организована Информационная служба Церкви вместе с отделом внутренних коммуникаций, которые генерировали позитивное освещение деятельности мормонов в СМИ. Организацией предоставлялись в СМИ фотографии главных церковных событий, включающих не только Храм посвящений, но и обыденные истории, семейных домашних вечеров, публикуя в разных изданиях молодёжную деятельность Церкви.
Позже, уже в 1972 году информационную службу церкви переименовали в Департамент общественных коммуникаций, а в 1973 году — в Департамент по связям с общественностью. Руководство осуществлял Первый Президент, а большинство церковных департаментов направлялись через Кворум Двенадцати. Директором был Уэнделл Аштон, осуществляющий также контроль за посетителями церкви. Хибер Вулси был приглашён ему в помощь и назначен директором по связям церкви с общественностью.
Церкви необходимо было позиционировать заново свой имидж и свою религию в качестве господствующей, и постепенно мормоны стали вести выступления против католической церкви. В 1958 году в первом издании Брюса Р. Макконки о мормонской доктрине, было высказано мнение о принадлежности католической церкви к так называемой «церкви дьявола». Автор провозглашал католиков частью «великой и позорной церкви», вводящей людей в заблуждение и заставляющей их отступиться от Божественных законов. Во втором издании книги в 1966 году конкретные упоминания о католической церкви были удалены под давлением других церковных лидеров.

### Пропаганда учения мормонов через проповедников и миссионеров
PR продолжали продвигать при помощи проповедников и миссионеров — в 1953 году был создан стандартизированный план для преподавания церковных принципов, который назвали «Систематической Программой Обучения Евангелию». Основой плана послужили работы Легранда Ричардса и Ричарда Л. Андерсона, содержавшие подборку церковных дискуссий. В 1961 году систему расширили и переименовали в «единообразную систему преподавания». Теперь вымышленный персонаж Мистер Браун объяснял каждую ситуацию. В 1973 и 1986 годах уточнялись миссионерские дискуссии: в 1973 году церковь сделала миссионерские беседы более семейными и сосредоточенными на создании общих христианских идеалов. При помощи новых дискуссий пропагандировалась недопущение отступничества от религии при помощи рассказа о Первом видении.
В начале 1980-х годов в изданиях новых дискуссий стала менее заметной речь об отступничестве — больше внимания уделялось семейному отдыху, подборкам фотографий, поощрялось участие детей.

### Работа мормонов над имиджем Церкви Иисуса Христа Святых последних дней
С целью PR в 1982 году церковью было переименовано издание Книги Мормона в «Завет Иисуса Христа», чтобы подчеркнуть единственную верность своего учения.
В 1995 церковь объявила новый дизайн логотипа, который опирался на слова «Иисус Христос», написанных большими заглавными буквами, а также сокращённые слова «Церковь» и «Святых последних дней». Брюс Л. Олсен, директор церкви по связям с общественностью считает, что логотип подчёркивает официальное название церкви и центральное положение Спасителя в её богословии, верность Господу Иисусу Христу.
В 1990-е годы церковь начала бороться за завоевание членов за пределами США. С этой целью в 1999 году церковью был запущен второй сайт, FamilySearch.org, содержащий каталог библиотеки семейных историй, баз данных и ограниченного количества поисковых вспомогательных средств, а также системы для поиска историй ближайшего Семейного Центра.
Противоречия в религии мормонов стираются правками, вносимыми в Книгу Мормонов: на сегодняшний день с момента издания книги в неё внесли больше 2000 исправлений и поправок, что тоже служит одним из факторов привлечения последователей.

#### Использование мормонами начала тысячелетия с целью PR
Начало нового века было использовано мормонами также для PR-акции. Начиная с 1 января 2000 года, церковью выпускалась прокламация под названием «Живой Христос. Свидетельство Апостолов», с 2001 года журналистам было разрешено использовать полное название церкви в начале новостных статей, со ссылками на «Церковь Иисуса Христа».
Использование компьютерных технологий позволило поставить PR на качественно новый уровень. Сейчас на сайте Церкви мормонов можно найти свыше двадцати веб-фильмов о повседневной жизни «обычных» американцев, которые заняты своими будничными семейными делами, но рефреном к фильму звучит фраза: «И я мормон», подчёркивающая «обычность» мормонов.
С октября 2001 года церковь официально запустила новый веб-сайт, названный mormon.org, направленный на предоставление информации о церкви и помощи в миссионерской деятельности.
Именно к началу XXI-го века церковью был разработан «План основных городов» для сосредоточения различных усилий пропаганды. И проведения конкретных целенаправленных мероприятий среди африканского населения. Церковью были открыты свои средства вещания (Bonneville International) для других христианских групп, она принимала участие в Религиозной межконфессиональной сети кабельного телевидения, участвовала в многочисленных совместных гуманитарных акциях совместно с другими религиозными группами. Церковь объединилась с исламской помощью США для отправки помощи в результате землетрясения 2010 года в Гаити. В 1990-е годы церковь пожертвовали деньги для помощи вновь созданным нескольким протестантским общинам со значительным количеством афро-американцев в южной части Соединённых Штатов, здания которых были уничтожены в результате поджогов.

### Использование чёрного PR
2008 году СМИ всего мира буквально гудели от ошеломляющей новости по поводу того, что группа проживающих в Техасе мормонов держала в плену несовершеннолетних девушек и насиловала их в течение нескольких лет, — этот факт привлёк всеобщее внимание к мормонам. Несмотря на общее тёмное пятно на репутации церкви из-за того, что замешанные в преступлении мормоны объясняли своё преступление следованием религиозным убеждениям и верой в скорый «конец света», — некоторые люди пополнили ряды мормонов.

### Самая масштабная PR-кампания мормонов
В 2002 году в штате Юта проводилась глобальная вербовка новых адептов, несмотря на обещание руководства церкви приостановить рекрутскую деятельность на время проведения XIX Зимних Олимпийских игр и на предложение добровольной помощи оргкомитету соревнований. Для организации Олимпийских игр, Церковь предоставила порядка 800 тысяч квадратных метров земли под автопарковки, поэтому игры проводились в Солт-Лейк-Сити. На официальном приеме агентства по проведению олимпийских игр присутствовали только мормоны — представителей других религий не было.
Именно эта PR-кампания поставила мормонов на ступеньку выше в положительном плане их восприятия в стране и в мире: во главу угла ставилась аналогия с олимпийским движением, так как мормоны против вредных привычек и за здоровый образ жизни.

## Критика
Несмотря на всевозможные PR-кампании, отношение к мормонам всё же неоднозначное: большинством исследователей отмечается, что цель туманности данного учения - скрыть нелепости его основных положений.
Отмечается, что процветание церкви мормонов происходит благодаря выгодам отучастия в делах их общины, так как членам общины обеспечивается социальное страхование и забота о их нуждах. Помогает в популяризации церкви акцент на семейные ценности и привлечение молодёжи. Однако многочисленные возмущения по поводу многожёнства мормонов и связям с несовершеннолетними заставляют задуматься над истинными целями их церкви. Многих отвращают от Церкви не только их расхождение во взглядах на жизненные ценности с устоявшимися в обществе, но и обычаи рукоположения на покойников.
Данные социологического опроса за 1976 год показали, что с мормонами чаще всего американцы ассоциируют слова «расисты» и «многоженцы», уже тогда церковь приняла все меры для своего PR в социальной рекламе, выдвинув на первое место слово «семья». Контроль публичного восприятия церкви был необходим с целью вербовки новых адептов. Официальная церковь борется против распространения мормонов, считая их за секту, однако они продолжают стремительно распространяться на территории Европы и Азии, ставя под удар установившиеся общественные взгляды.
Современное представление общества о религии мормонов наглядно (в шуточной форме) представлено в серии "Всё о мормонах" мультсериала "Южный парк".